# Opere di Andrea Previtali
Le principali opere di Andrea Previtali in ordine di datazione:

## Principali opere
- Madonna col Bambino e donatore (1502, (63x54) olio su tavola, Museo civico di Padova);[1]
- Storie di Damone e Tirsi (1505-1510), National Gallery Londra;
- Ritratto d'uomo (Previtali) (Museo Poldi Pezzoli, Milano) olio su tavola, 1502-1506;
- Ritratto di giovane, 1502-1506 24,5x19,5 olio su tavola, Pinacoteca dell'Accademia dei Concordi[2]
- San Sebastiano con un devoto Provenza probabilmente la prima opera.
- Madonna col Bambino in trono tra i santi Sebastiano e Vincenzo Ferrer, Accademia Carrara 1506[3].
- Ritratto d'uomo barbuto, Gemäldegalerie, Berlino, 1510
- Polittico di Berbenno, olio su tavola (1510 - 1515, sec. XVI, Accademia Carrara; Bergamo)
- Madonna del Latte, olio su tavola, (1512-1515, Museo Adriano Bernareggi, Bergamo)
- Madonna del Latte , olio su tavola Accademia Carrara, fondazione Lochis,
- Madonna col Bambino che legge, olio su tela, (46x65), Accademia Carrara, 1514,
- San Giovanni Battista ed altri Santi (Chiesa di Santo Spirito, Bergamo) 1515, [4].
- Sposalizio di santa Caterina (San Giobbe, Venezia,);
- Trinità con sant'Agostino e il beato Giorgio da Cremona chiesa di san Nicola, Almenno San Salvatore;[5]
- Polittico della Madonna chiesa di Santa Margherita di Cusio del 1517;
- Cristo trasfigurato, Pinacoteca di Brera Milano;
- San Sigismondo, Chiesa di Santa Maria del Convertino, Bergamo
- Annunciazione (santuario di Santa Maria Annunziata in Meschio, Vittorio Veneto);
- Madonna Baglioni Accademia Carrara, Bergamo;
- Sacra conversazione Casotti (Accademia Carrara, Bergamo;
- Madonna col Bambino e i santi Giovanni Battista e Girolamo chiesa di Santa Maria Assunta a Locatello;
- Incoronazione della Vergine (Accademia Brera, Milano);
- Vergine col Bambino adorati da due angeli (National gallery, Londra);
- Vergine col Bambino e i santi Giovanni Battista e Caterina (National gallery, Londra);
- Vergine col Bambino, frate supplicante e santa Caterina (National gallery, Londra, UK), 1504;,[6]
- La Vergine col Bambino con germoglio d'ulivo (National gallery, Londra, UK);
- Salvator mundi (National gallery, Londra, UK);
- Scene delle egloghe di san Tebaldo (National gallery, Londra, UK);
- La beatitudine di Cristo (National gallery, Londra, UK);
- Riposo durante la fuga in Egitto (The Faringdon Collection at Buscot Park, Oxfordshire, UK);
- Sommersione dell'esercito del faraone nel Mar Rosso (Gallerie dell'Accademia, Venezia);
- Natività (Gallerie dell'Accademia, Venezia).
- Sant'Antonio abate, san Cristoforo e san Nicola da Tolentino (Alzano Lombardo, BG, museo arte sacra)
- Madonna col Bambino affresco trasportato, Santuario Madonna dei Miracoli di Motta di Livenza (Treviso)
- San Francesco Stigmatizzato, affresco, secondo Chiostro della Basilica madonna dei Miracoli di Motta di Livenza (Treviso)
- Sacra Famiglia con san Girolamo, 1525 circa, Palazzo Vescovile di Brescia. L'opera è piuttosto chiaramente attribuibile a uno dei pittori bergamaschi detti "da Santacroce".
- Cristo, Landesmuseum Mainz (Magonza)
- Sant'Orsola in gloria, Accademia Carrara.
- Ritratto di famiglia (Previtali) collezione privata Moroni.
- Compianto sul Cristo morto, chiesa di Sant'Andrea di Bergamo.
- Madonna col Bambino leggente tra i santi Domenico e Marta di Betania, probabilmente commissionato da una monaca del monastero di Santa Marta, conservato in collezione privata Banca Popolare di Bergamo ed è uno dei primi lavori che l'artista realizzò su tela anziché tavola, aveva eseguito una prima mano a tempera per poi realizzare il dipinto ad olio.
- San Benedetto in cattedra e santi (Duomo di Bergamo), 1524;

.

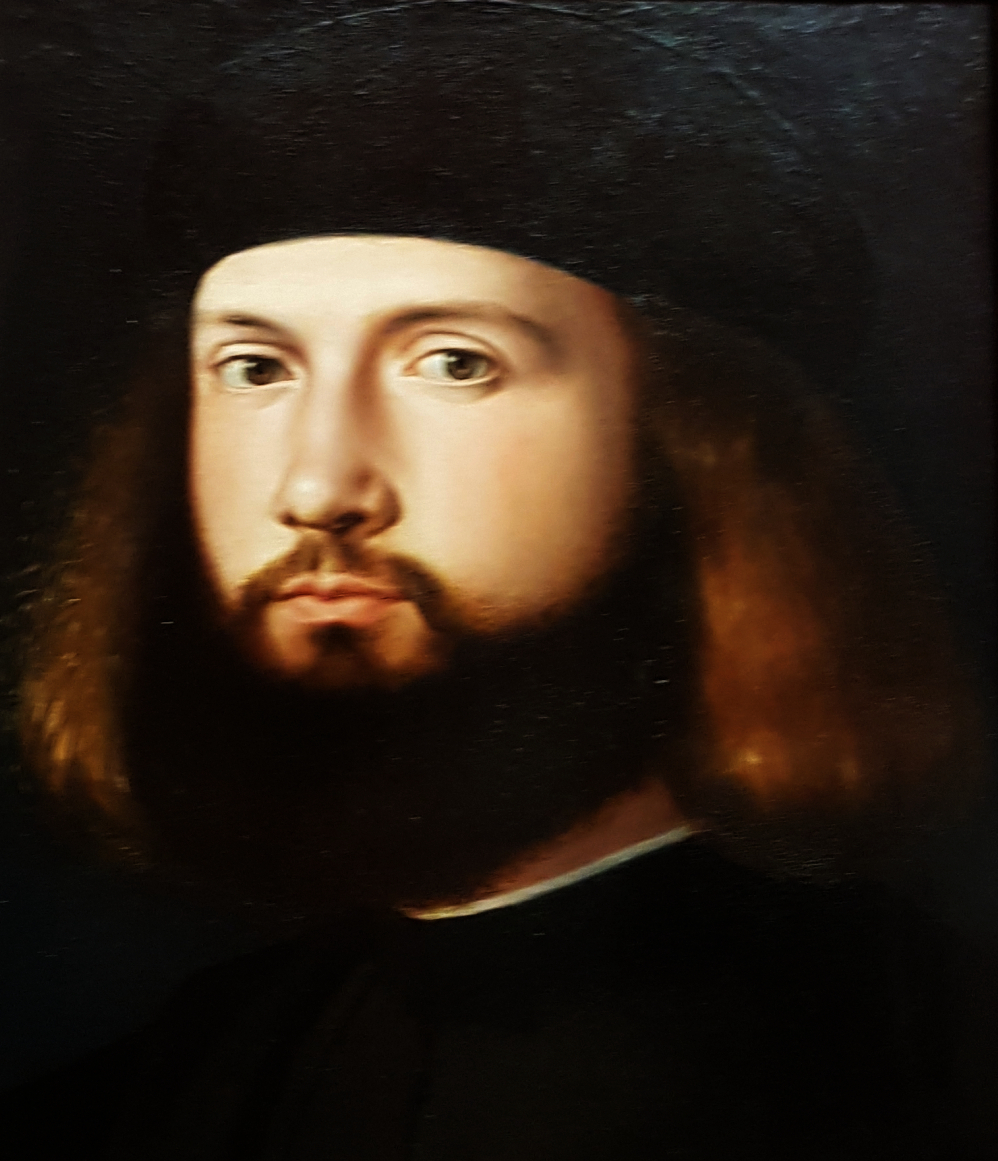
Ritratto d'uomo barbuto, 1510, Gemäldegalerie, Berlino

Nel 1523 ricevette la commissione per la decorazione delle portelle dell'organo di quella che era l'antica chiesa di San Vincenzo, poi duomo di Bergamo, opera andata perduta.